# Meteoriopsis squarrosa
Meteoriopsis squarrosa là một loài Rêu trong họ Meteoriaceae. Loài này được (Hook. ex Harv.) M. Fleisch. miêu tả khoa học đầu tiên năm 1906.